# Anaérobie
 (avril 2025).
Si vous disposez d'ouvrages ou d'articles de référence ou si vous connaissez des sites web de qualité traitant du thème abordé ici, merci de compléter l'article en donnant les références utiles à sa vérifiabilité et en les liant à la section « Notes et références ».
Pour les articles homonymes, voir Anaérobie (homonymie).

Schéma présentant la corrosion dans des conditions anaérobies provoquées par des bactéries du genre Desulfovibrio.

Un anaérobie ou organisme anaérobie est tout organisme dont le métabolisme redox ne dépend pas du dioxygène. Anaérobie signifie « vivant, actif, survenant ou existant en l'absence du dioxygène », par opposition à aérobie qui signifie « vivant, actif ou se produisant uniquement en présence de dioxygène ».
Cela ne signifie pas que l'oxygène est absent des réactions chimiques. La dénitrification, par exemple, processus microbien de respiration anaérobie (respiration utilisant des accepteurs d'électrons autres que le dioxygène) utilise les ions nitrates comme accepteurs d'électrons. Ce phénomène biologique est opéré en milieu hypoxique ou anoxique, par des bactéries spécifiques qui satisfont leur besoin en oxydant par une désoxygénation des nitrates. 
Dans la méthanogenèse microbienne, autre forme de respiration anaérobie (l'oxygène étant un inhibiteur de croissance chez les méthanogènes) l'accepteur final d'électrons est le carbone de petites molécules organiques. Les méthanogènes prospèrent habituellement dans les environnements dans lesquels tous les autres accepteurs d'électrons (comme l'oxygène, les nitrates, les sulfates, et fer trivalent) ont été épuisés. L'oxygène moléculaire, des nitrate, sulfate  fer (III) (en) (aussi manganèse (IV)) maintiennent tous le potentiel redox à des niveaux plus élevés. Dans cette dernière condition la production de méthane par les archées méthanogènes dans les marais par exemple peut être inhibée.
La condition anaérobie est selon l'ISO 6107-1:2004 le « descriptif d'une condition dans laquelle l'oxygène dissous, les nitrates et les nitrites sont absents ».
L'ensemble des conditions de vie des organismes vivants dans un milieu sans dioxygène est appelé anaérobiose.
Un digesteur produit du biogaz en anaérobie, un muscle a tout d'abord un fonctionnement anaérobie au début de l'excitation (fermentation lactique), un ferment transforme un sucre en alcool.

## Organismes anaérobies

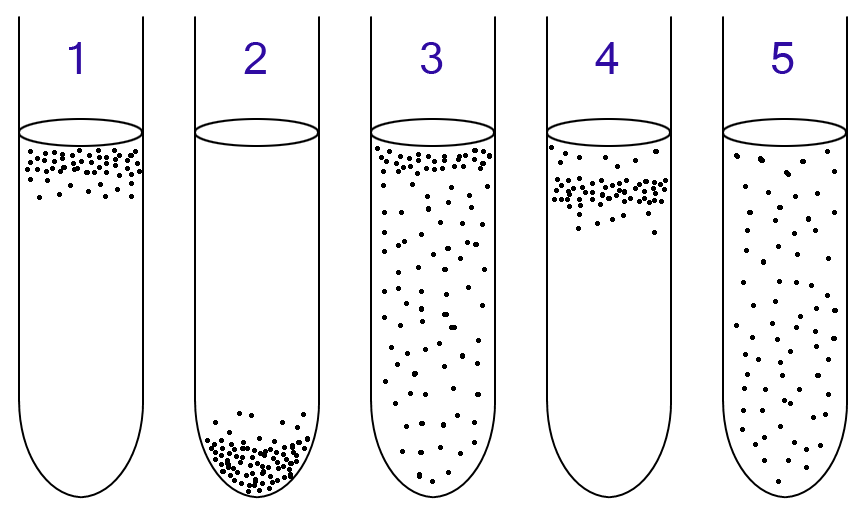
Les bactéries du type aérobie et anaérobie peuvent être identifiées en effectuant une culture en milieu aqueux:
1: Les bactéries à aérobie obligatoire se rassemblent au niveau supérieur de l'éprouvette pour maximiser l'apport en dioxygène.
2: Celles à anaérobie obligatoire se tassent au fond de l'éprouvette pour éviter tout contact avec le dioxygène.
3: Pour celles du type aérobie facultative se rassemblent le plus souvent au bout supérieur de l'éprouvette, là où la respiration aérobie est la plus favorisée; mais comme l'absence de dioxygène ne les affecte pas, on peut observer aussi leur présence tout au long de l'éprouvette.
4: Les bactéries microaérophiles se regroupent dans la partie supérieure de l'éprouvette, à l'exception de l'extrémité car elles n'ont besoin que d'une concentration minime en dioxygène pour vivre.
5: Les bactéries anaérobies aérotolérantes se disposent de manière homogène dans l'éprouvette puisque le dioxygène n'a aucun effet sur elles.

On observe différents types d'organismes anaérobies :
- les anaérobies obligatoires qui meurent lorsqu'ils sont exposés à du dioxygène à teneur atmosphérique, et peuvent indifféremment utiliser la fermentation ou la respiration anaérobie (ex. : bactéries du genre Clostridium) ;
- les organismes à anaérobie facultative  (dits aussi aéro-anaérobies) peuvent utiliser le dioxygène en présence dans le milieu de culture. En présence de dioxygène, ces organismes peuvent utiliser la respiration aérobie, alors que, en absence  de dioxygène, une partie de ces organismes fermentent et la seconde effectue une respiration anaérobie ;
- les organismes aérotolérants peuvent survivre en présence de dioxygène, mais sont anaérobie par nature car ils n'utilisent pas le dioxygène comme accepteur final d'électrons : Ils utilisent exclusivement le mode fermentation ;
- les microaérophiles sont des organismes qui peuvent utiliser le dioxygène, mais dans des concentrations minimes (de l'ordre de la µmol); leur développement est inhibé dans les conditions normales de concentration en dioxygène (près de 200 µmol). Ainsi pour les anaérobes qui ne peuvent se développer qu'en présence de concentrations en dioxygène de l'ordre du nanomole. Le mode de respiration principal de ces organismes reste la respiration aérobie, même si une partie peut aussi utiliser la respiration anaérobie.

## Équations réactionnelles
Plusieurs équations réactionnelles traduisent la fermentation anaérobie : Les organismes à fermentation anaérobie utilisent le plus souvent la fermentation lactique :
C6H12O6 + 2 ADP + 2 Pi → 2 C3H6O3 + 2 ATP
où C6H12O6 est le glucose  et C3H6O3 l'acide lactique.
Cette réaction libère approximativement 150 kJ par mol, qui est utilisée pour régénérer 2 ATP à partir de 2 ADP par molécule de glucose.
Ceci représente seulement 5 % de l'énergie que peut fournir une molécule de glucose mise en jeu dans une respiration aérobie.
Les plantes, les levures et les bactéries utilisent généralement la fermentation alcoolique quand le dioxygène devient le réactif limitant :
C6H12O6 + 2 ADP + 2 Pi → 2 C2H5OH + 2 CO2 + 2 ATP
où C6H12O6 est le glucose  et C2H5OH l'éthanol.
L'énergie libérée est de 180 kJ par mol qui est elle aussi utilisée pour régénérer 2 ATP à partir de 2 ADP par molécule de glucose.
Les bactéries anaérobies et archaea utilisent ces métabolismes parmi tant d'autres, dont on peut citer la fermentation à l'acide propanoïque, à l'acide butanoïque, au butane-diol, la fermentation à plusieurs acides (en : mixed acid fermentation), la fermentation de Stickland, l'acétogénèse ou encore la méthanogenèse.
Un certain nombre de bactéries anaérobies produisent des toxines (comme le tétanos ou la toxine botulique) qui sont potentiellement dangereuses pour les organismes, particulièrement les humains.
Les anaérobies obligatoires meurent en présence de dioxygène à cause de l'absence d'enzymes capables de catalyser la conversion de toxines créées dans leurs cellules du fait de la présence de dioxygène.